# Dinocambala ingens
Dinocambala ingens är en mångfotingart som beskrevs av Carl Graf Attems 1911. Dinocambala ingens ingår i släktet Dinocambala och familjen Iulomorphidae. Inga underarter finns listade i Catalogue of Life.